# Іваншчиця
Іваншчиця (хорв. Ivanščica Іваншчица, також Іванчиця хорв. Ivančica) — гірське пасмо у північній Хорватії.
Розташовано у північній частині Хорватського Загір'я, відокремлюючи його від рівнинної Подравини. Найвища вершина хребта також називається Іваншчиця, має висоту 1061 м. Іваншчиця простяглась із заходу на схід, довжина хребта становить близько 30 км, ширина — до 9 км.
На північних схилах хребта бере початок річка Бедня, на південних — Крапина, на східних — Лонья. З півночі біля підніжжя хребта розташовані міста Іванець і Лепоглава, із заходу — Крапина, зі сходу — Вараждинське Топлиці. Пагорби Іваншчиці вкриті лісами, у зоні вище за 300 м — здебільшого буковими, нижче — мішаними.